# Estádio Municipal da Marinha Grande
Das Estádio Municipal da Marinha Grande ist ein Fußballstadion mit Leichtathletikanlage  in der portugiesischen Stadt Marinha Grande, Distrikt Leiria. Die städtische Anlage wurde 1992 eröffnet und verfügt über 5.200 Plätze.
Das Stadion ist Heimstätte des Drittdivisionärs AC Marinhense. Im Juli 2011 schloss União Leiria mit dem Eigentümer, der Câmara Municipal von Marinha Grande einen drei Jahre laufenden Nutzungsvertrag ab, um dort seine Heimspiele auszutragen. Nach dem Abstieg des Clubs wurde die Vereinbarung nach einer Saison gelöst. União Leiria nutzte die Spielstätte schon in der Saison 2002/03, als das Estádio Dr. Magalhães Pessoa für die Fußball-Europameisterschaft 2004 umgebaut wurde.